# Светозар Кнежевић
Светозар Кнежевић (Мушвете, 1888—Солун, 1917) био је дунђер, учесник Балканских ратова и Првог светског рата и носилац Карађорђеве звезде са мачевима.
Рођен је 1888. године Мушветама, општина Чајетина, у дому сиромашних земљорадника Сима и Драгиње. У једанаестој години остаје и без другог родитеља, тако да је врло млад почео да брине о млађем брату и учи занат. Као припадник XXIII пешадијског пука отишао је у ослободилачке ратове, ратовао на Куманову, Бакарном гувну, Битољу и Брегалници у Балканским ратовима. Био је учесник битке на Дрини и Колубари, прошао албанску Голготу, учествовао у пробоју Солунског фронта у Првом светском рату.
Рањен је октобра 1917. године и пренет је у француску болницу у Солуну, где недуго затим умире. Првобитно је био сахрањен на болничком гробљу, да би био пренесен по уређењу Српског војничког гробља на Зејтинлик. 